# Erik Berggren i Nora
Erik Natanael Berggren (i riksdagen kallad Berggren i Nora), född 25 juni 1895 i Tysslinge, död 28 maj 1977 i Nora, var en svensk lantbrukare och politiker (folkpartist). 
Erik Berggren, som kom från en bondefamilj, var 1934-1965 lantbrukare på Västra Sund i Nora landsförsamling. Han var ledamot i Noraskogs kommunalfullmäktige och var 1940-1941 ordförande i Nora missionsförsamling.
Han var riksdagsledamot 1954-1956 i andra kammaren för Örebro läns valkrets. I riksdagen var han bland annat suppleant i tredje lagutskottet 1955-1956.